# Lantana (gènere)
Lantana és un gènere de plantes amb flors de la família de les verbenàcies que inclou més de 150 espècies. Originàriament són plantes tropicals que s'han adaptat a diferents climes, entre ells el mediterrani. En molts llocs l'espècie Lantana camara es considera com a espècie invasora. Hi ha espècies herbàcies i d'altres d'arbustives que poden arribar als dos metres d'alçada. Les fulles són oposades, ovals i dentades. Les flors, petites, s'obren en inflorescències en corimbes durant tot l'estiu. Tenen la peculiaritat de canviar de color des de groc pàl·lid a vermell quan són madures. Hi ha varietats d'altres colors.
Les fulles i flors desprenen una forta olor. Les baies, molt atractives per als insectes i per als ocells, són comestibles quan són madures, però són lleugerament tòxiques quan són verdes. Les fulles són tòxiques si es mengen.

## Utilitats i creences
Les fulles de la lantana s'utilitzen en infusió per alleujar el mal d'estómac. Combinada amb altres herbes, s'utilitza també contra els dolors menstruals. Si es destil·la, s'obté un oli recomanat per combatre l'estrès i afavorir la son. Es creu que aquesta planta porta bona sort.
- Sòl: S'adapta a qualsevol sòl sa.
- Temperatura: Elevada. Són plantes tropicals.
- Llum: Aguanten l'exposició a ple sol.
- Aigua: Reg escàs a l'hivern. Regular la resta de l'any. Suporten bé la sequera.
- Trasplantament: Es poden trasplantar a la primavera.
- Poda: Es pot esporgar fortament a la primavera.
- Reproducció: Llavors o esqueixos, especialment a la primavera.
- Plagues: Atenció a la mosca blanca.

## Taxonomia
El gènere inclou més de 150 espècies, entre aquestes destaquen:
- Lantana camara - tomateta amb ou
- Lantana indica Roxb.
- Lantana involucrata
- Lantana montevidensis
- Lantana rugulosa
- Lantana tiliifolia
- Lantana trifolia

## Galeria

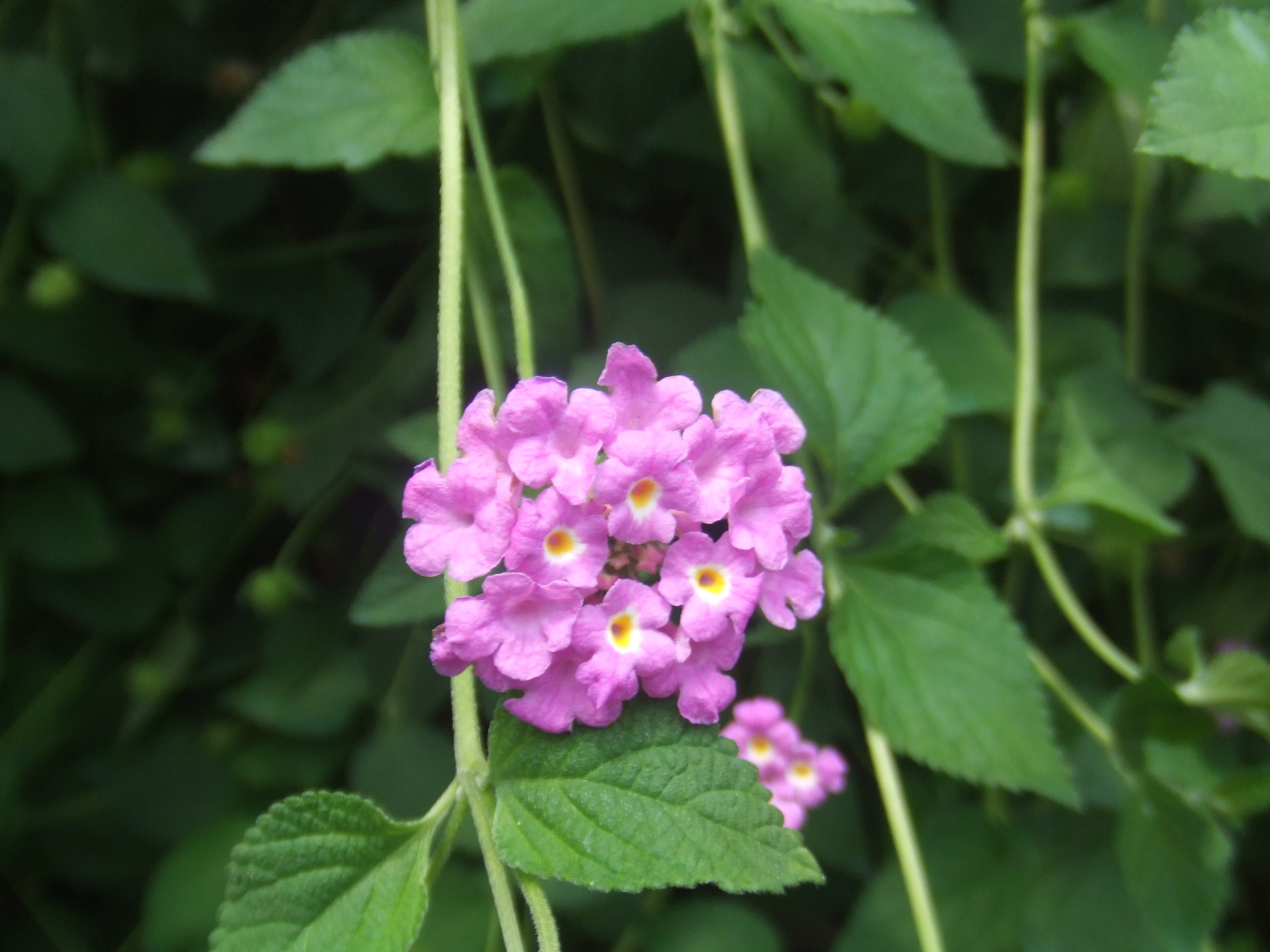
Lantana montevidensis
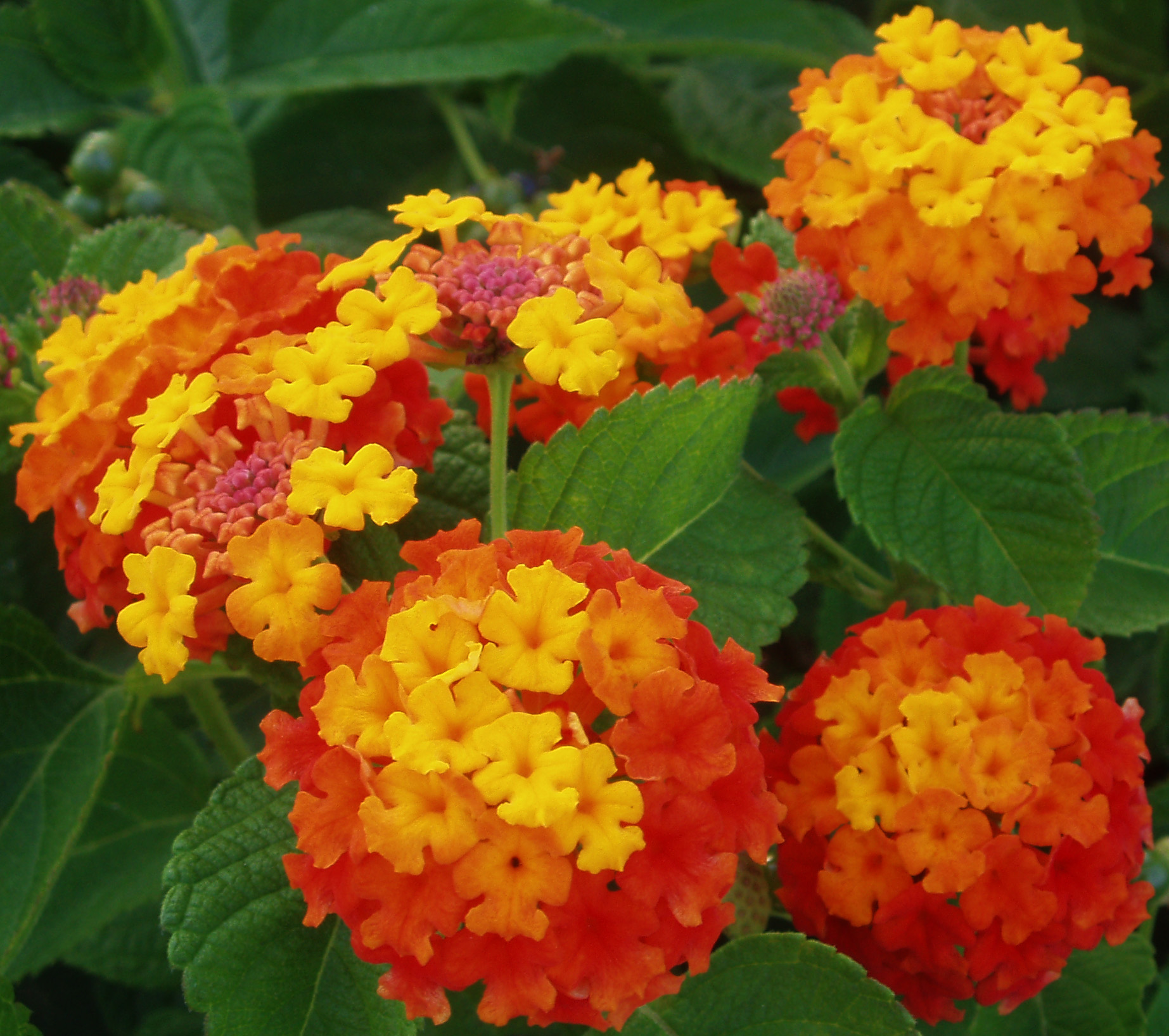
Lantana camara L.
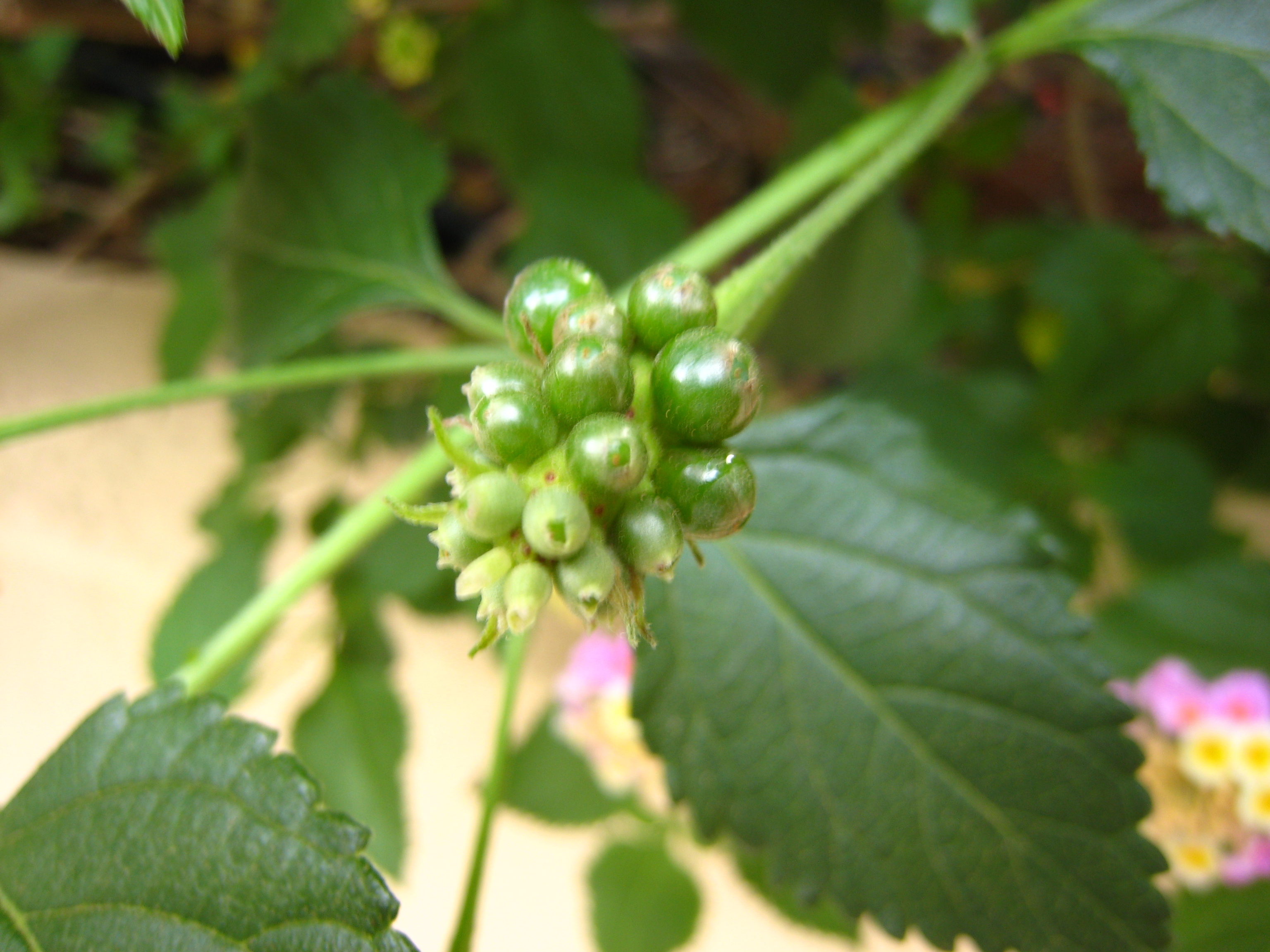
Fruits tòxics de Lantana camara
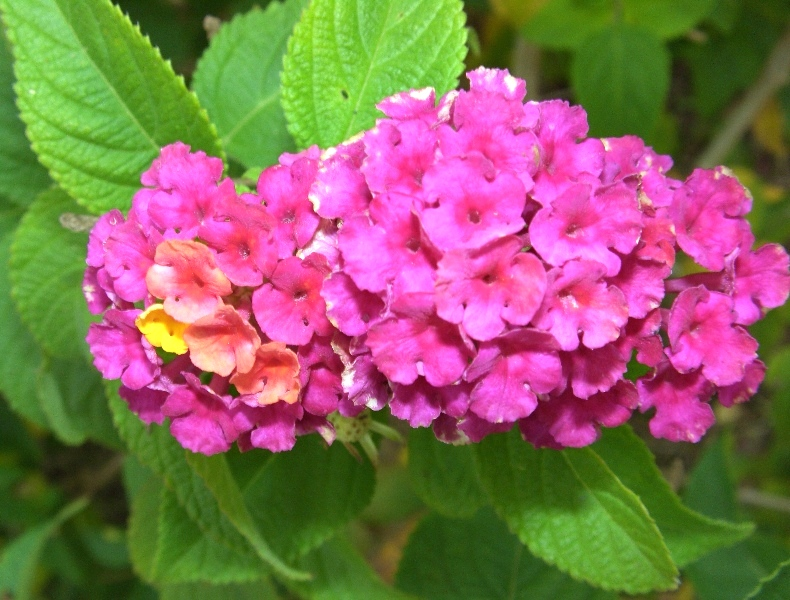
Lantana camara
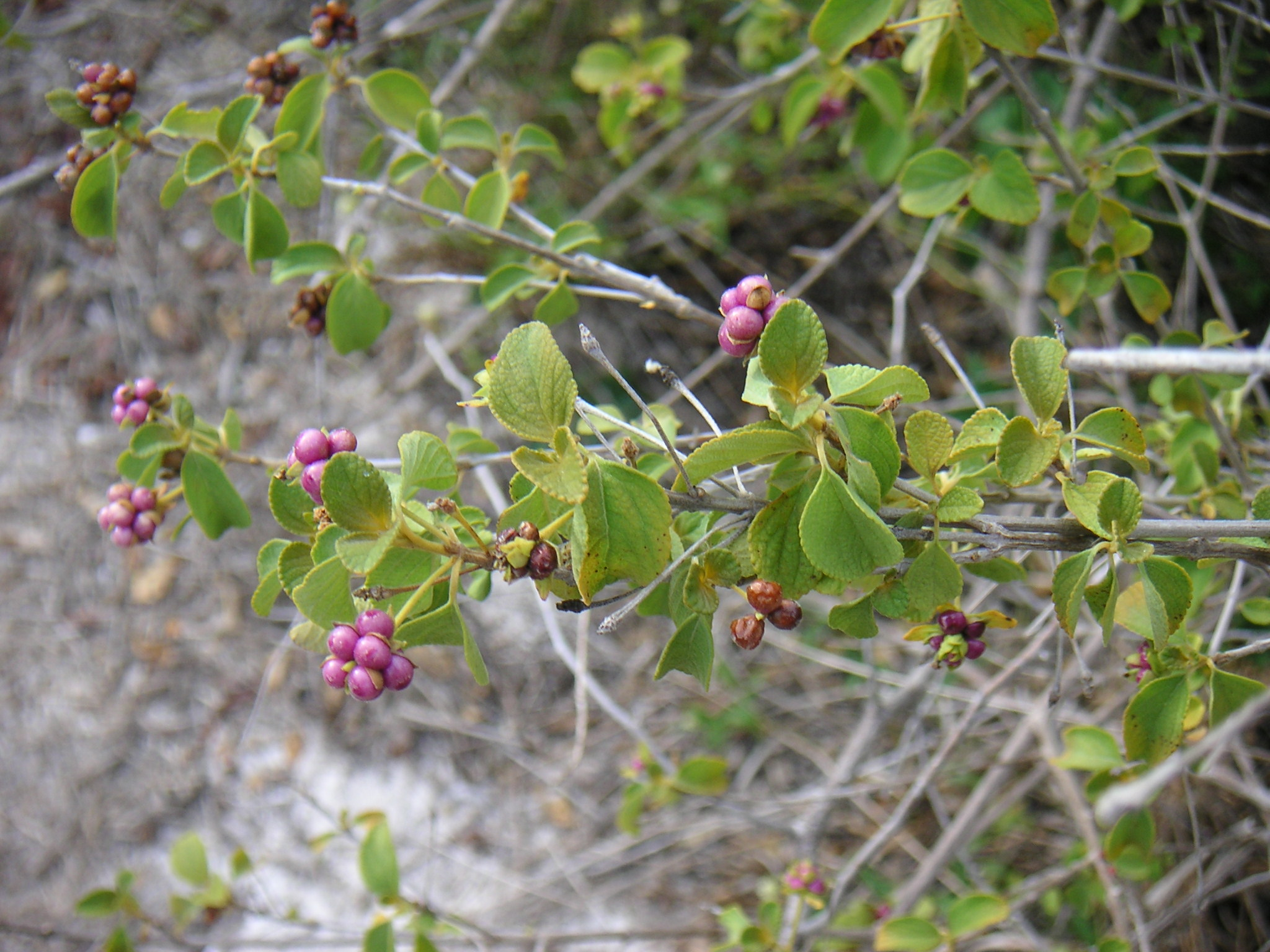
Lantana involucrata
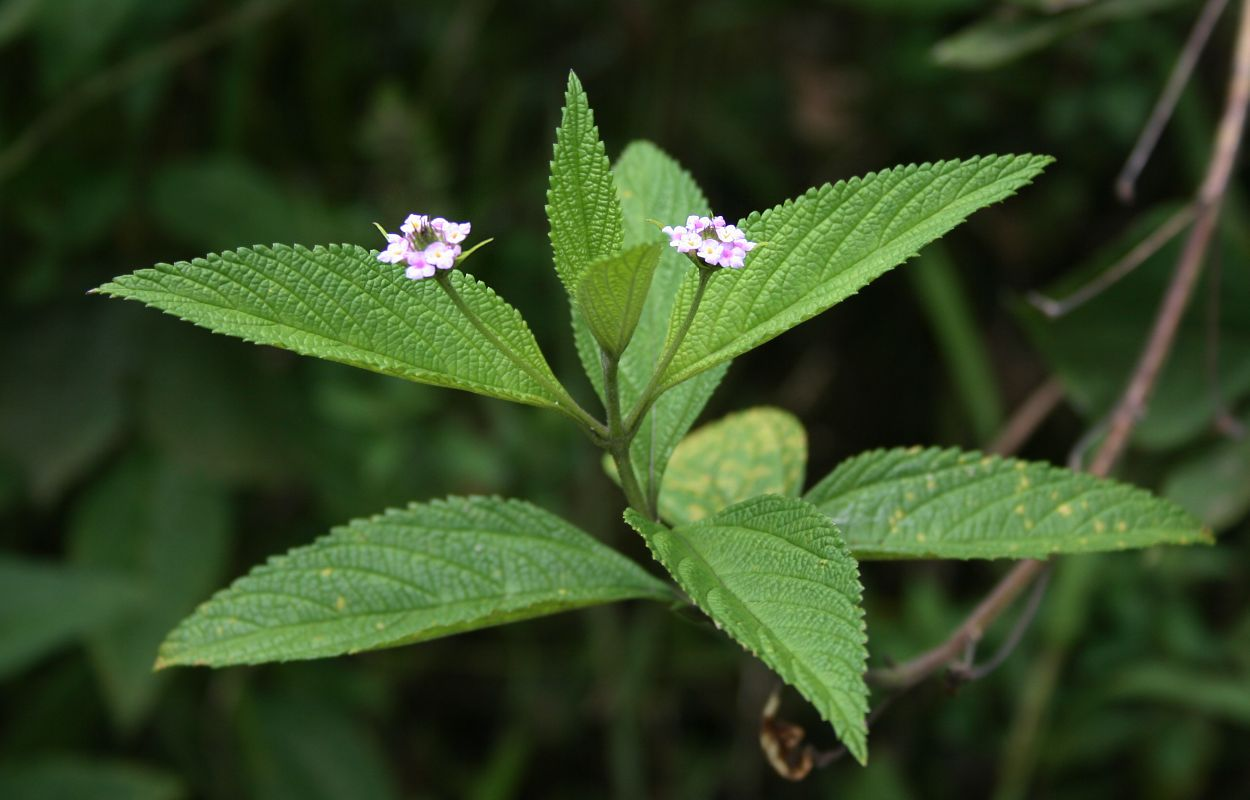
Lantana trifolia